# 幸福路街道 (阿图什市)
幸福路街道，是中华人民共和国新疆维吾尔自治区克孜勒苏柯尔克孜自治州阿图什市下辖的一个乡镇级行政单位。

## 行政区划
幸福路街道下辖以下地区：
帕米尔路社区、布谷孜社区、天山路社区、吾斯坦路社区、群众路社区、幸福路社区、团结路社区和塔合提云村。